# 格紋孔貝屬
格紋孔貝屬（學名：Cancellothyris）是格紋孔貝科格紋孔貝亞科下的一個屬，生存於中新世的海洋中，利用粗壯的肉莖附著在堅實的表面上。牠們的化石多成群出現，尤其是淺海光照與營養充足的環境中，諸如布滿岩石的海岸等。

## 特徵
這種腕足動物的體型從中等大小到相對較大都有，具有蛋形、突起的殼，殼頂短小但厚實，被巨大的肉莖孔截短。背殼上有輕微的凸起，腹殼上則有對應的凹陷。殼表飾有同心生長線和眾多緻密、整齊的肋。

## 物種[2]
- Cancellothyris hedleyi Finlay, 1927
- †Cancellothyris platys Brunton & Hiller, 1990

## 外部連結
- Cancellothyris in the Paleobiology Database